# Spectroscopie de fluorescence
La spectroscopie de fluorescence, ou encore fluorimétrie ou spectrofluorimétrie, est un type de spectroscopie électromagnétique qui analyse la fluorescence d'un échantillon. Elle implique l'utilisation d'un rayon de lumière (habituellement dans l'ultraviolet) qui va exciter les électrons  des molécules de certains composés et les fait émettre de la lumière de plus basse énergie, typiquement de la lumière visible, mais pas nécessairement. La spectroscopie de fluorescence peut être une spectroscopie atomique ou une spectroscopie moléculaire. Pour le dosage d'ultratraces (gamme du µg/L), l'excitation peut-être effectuée par Laser, dans ce cas il peut être réalisé une fluorescence atomique. Une technique supplémentaire est la spectroscopie d'absorption.
Les outils qui servent à la mesure de la fluorescence sont appelés fluoromètres ou fluorimètres.

## Théorie

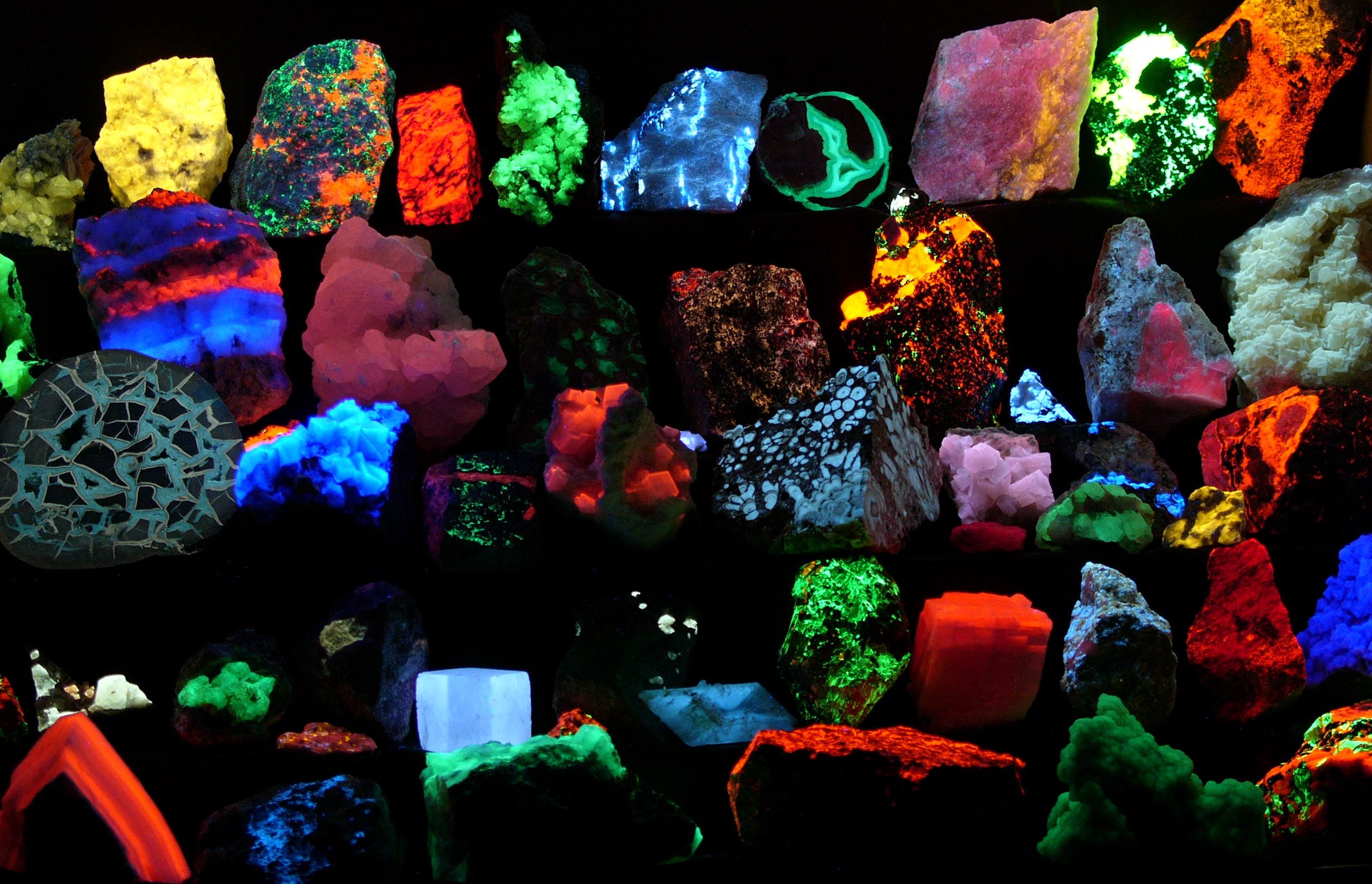
Fluorescence minéral

Les molécules existent dans de nombreux états appelés niveaux d'énergie. La spectroscopie de fluorescence est concernée au premier chef par ces états électroniques et vibrationnels. En général, les espèces étudiées ont un état fondamental (état de plus basse énergie) présentant un intérêt, et un état excité de plus haute énergie. Chacun de ces états électroniques possède des états de vibration variés.
Les photons de lumière sont des petits « paquets » d'énergie, chacun possédant une énergie proportionnelle à sa fréquence ; les photons de hautes fréquences possèdent ainsi des énergies plus élevées que ceux de basses fréquences. Ceux-ci peuvent être absorbés par les molécules, celles-ci accroissant leur énergie de celles des photons, ou émis par les molécules, les photons transportant l'énergie de la molécule à l'extérieur.
En spectroscopie de fluorescence, les espèces sont tout d'abord excitées de leur état fondamental vers un des nombreux niveaux vibrationnels des niveaux électroniques, par absorption d'un photon. Les collisions avec les autres molécules induisent une perte d'énergie vibrationnelle pour la molécule excitée, jusqu'à atteindre le niveau vibrationnel le plus bas de l'état électronique excité.
La molécule se relaxe ensuite dans un des états vibrationnels de l'état fondamental en émettant un photon dans le processus. Lors de ce processus, les photons acquièrent différentes énergies, et par conséquent différentes fréquences. Par analyse de ces fréquences en spectroscopie de fluorescence, la structure des différents niveaux de vibration peut être déterminée.
De manière typique, les différentes fréquences de lumière fluorescente émise par l'échantillon sont mesurées avec une lumière excitée gardée à longueur d'onde constante. Cela est appelé « spectre d'émission ». Un spectre d'émission est mesuré par l'enregistrement de la somme de la lumière de fluorescence émise à toutes les fréquences comme fonction de la fréquence d'une lumière incidente monochromatique.

## Instrumentation
Deux types généraux d'instruments existent :

Schéma général de fonctionnement d'un spectrofluorimètre avec un détecteur à 90 °.

- les fluorimètres à filtre qui utilisent des filtres afin d'isoler la lumière incidente et la fluorescence ;
- les spectrofluorimètres à monochromateurs réseau afin d'isoler la lumière incidente et la fluorescence.

Les deux types fonctionnent sur le principe suivant : la lumière d'une source d'excitation passe par un filtre ou un monochromateur, puis par l'échantillon. Ici, une partie peut être absorbée, induisant la fluorescence de certaines molécules de l'échantillon. Une partie de la lumière de fluorescence est ensuite concentrée sur un filtre ou un monochromateur, qui est parfois placé à un angle de 90 ° par rapport à la lumière d'excitation. La lumière est ensuite captée par un détecteur.
Des sources lumineuses diverses peuvent être utilisées comme sources d'excitation, comme les lasers, les photodiodes et des lampes comme les arcs au xénon et lampes à vapeur de mercure en particulier. Un laser émet une lumière de forte intensité dans un intervalle étroit de longueurs d'onde, typiquement en dessous de 0,01 nm, qui rend un monochromateur ou un filtre d'excitation inutile. Le défaut de cette méthode est que la longueur d'onde du laser ne peut varier beaucoup. Une lampe à vapeur de mercure est linéaire, ce qui signifie qu'elle émet une lumière près des pics de longueurs d'onde, contrairement à l'arc Xe qui a un spectre d'émission continu avec une intensité quasi constante entre 300 et 800 nm et qui a une irradiation suffisante pour effectuer des mesures jusqu'à environ 200 nm.
Des filtres et/ou des monochromateurs peuvent utilisés dans les fluorimètres. Il y a de manière basique deux types de filtres : les filtres passe-bande et les filtres à interférence. Les filtres passe-bande sont des filtres qui transmettent la lumière soit en dessous d'une longueur d'onde donnée (filtres passe-bas), soit au-dessus d'une longueur d'onde donnée (filtres passe-haut). Les filtres à interférence sont des filtres transmettant la lumière dans un intervalle donné. Un monochromateur transmet la lumière à une longueur d'onde ajustable avec une tolérance également ajustable. Le type de monochromateur le plus commun utilise une grille de diffraction, c'est-à-dire qu'une lumière collimatée « entre » dans la grille et en ressort avec un angle différent qui dépend de la longueur d'onde. Le monochromateur peut ainsi sélectionner quelles longueurs d'onde sont transmises. Afin de permettre des mesures d'anisotropie, l'ajout de deux filtres de polarisation est nécessaire : un après le filtre ou le monochromateur d'excitation, et un avant le monochromateur ou le filtre d'émission.
Comme mentionné ci-dessus, la fluorescence est très souvent mesurée à un angle de 90 ° par rapport à l'incidence de la lumière d'excitation. Cette géométrie est utilisée au lieu de placer le détecteur sur la ligne de la lumière d'excitation à un angle de 180 ° afin d'éviter les interférences pour la lumière d'excitation transmise. Aucun monochromateur n'est parfait, et il va transmettre de la lumière parasite, qui est de la lumière avec d'autres longueurs d'onde que celle de la lumière transmise. Un monochromateur idéal ne transmettrait seulement que la lumière dans un intervalle donné et ceci avec une transmission fortement indépendante de la longueur d'onde. Lorsque l'on effectue la mesure à un angle de 90 °, seule la lumière diffusée par l'échantillon induit de la lumière parasite. Cela entraîne un meilleur rapport signal/bruit, et diminue la limite de détection par un facteur approximatif de 10 000, par rapport à une géométrie à 180 °. De plus, la fluorescence peut aussi être mesurée de face, ce qui se fait parfois pour des échantillons troubles.
Le détecteur peut soit être mono-canal, soit multi-canaux. Un détecteur mono-canal peut seulement détecter l'intensité d'une seule longueur d'onde à la fois, alors que le multi-canaux détecte l'intensité pour plusieurs longueurs d'onde simultanées, rendant le monochromateur ou le filtre d'émission inutile. Les différents types de détecteurs possèdent tous deux à la fois des avantages et des inconvénients.
Les fluorimètres les plus « souples » avec des monochromateurs couplés et une source de lumière d'excitation continue peuvent enregistrer à la fois un spectre d'excitation et un spectre de fluorescence. Lors de l'acquisition du spectre de fluorescence, la longueur d'onde de la lumière d'excitation est maintenue constante, préférentiellement à une longueur d'onde de forte absorption, et le monochromateur d'émission balaie le spectre. Pour la mesure du spectre d'excitation, la longueur d'onde passant le filtre d'émission ou le monochromateur est maintenue constante et le monochromateur d'excitation balaie le spectre. Le spectre d'excitation est généralement identique au spectre d'absorption et l'intensité de fluorescence est proportionnelle à l'absorption.

## Analyse des données
À faibles concentrations, l'intensité de la fluorescence est généralement proportionnelle à la concentration du fluorophore.
Contrairement à la spectroscopie UV/visible, des « standard », spectres indépendants du matériel utilisé, ne sont pas facilement obtenus. De nombreux facteurs influencent et distordent les spectres ou encore nécessitent d'être pris en compte et corrigés afin d'obtenir de « vrais » spectres. Les différents types de distorsions seront classés ici soit comme liées à l'instrumentation, soit liées aux échantillons. La distorsion due à l'instrumentation sera discutée en premier lieu. Il faut savoir pour commencer que les caractéristiques de l'intensité et la longueur d'onde varient dans le temps à chaque expérience et entre chaque expérience. De plus, aucune lampe ne possède d'intensité constante pour toutes les fréquences. Afin de corriger cela, un séparateur de faisceau peut être utilisé après le monochromateur ou le filtre d'excitation afin de diriger une partie de la lumière sur le détecteur de référence.
De plus, l'efficacité en transmission des monochromateurs et de filtres doit être prise en compte. Elle peut aussi changer au cours du temps. L'efficacité en transmission du monochromateur varie aussi selon la longueur d'onde. C'est la raison pour laquelle un détecteur de référence optionnel devait être placé après le monochromateur ou le filtre d'excitation. Le pourcentage de fluorescence capté par le détecteur est aussi dépendante du système. De plus, l'efficacité quantique du détecteur, qui est le pourcentage de photons détectés, varie selon les détecteurs, selon la longueur d'onde et le temps, puisque le détecteur vieillit.
La correction de ces facteurs d'instrumentation pour obtenir un spectre « standard » est un procédé discutable, qui est seulement appliqué lorsqu'il est strictement nécessaire. C'est ainsi le cas lors de la mesure du rendement quantique ou lors de la recherche de la longueur d'onde pour la plus forte intensité d'émission, par exemple.
Comme indiqué au-dessus, des distorsions se produisent à partir de l'échantillon. Ainsi certaines caractéristiques de l'échantillon doivent aussi être prises en compte. Premièrement, la photodécomposition peut faire décroître l'intensité de la fluorescence dans le temps. La diffusion de la lumière doit aussi être prise en compte. Les types de diffusion les plus significatifs dans ce contexte sont la diffusion Rayleigh et la diffusion Raman. La diffusion de la lumière par diffusion Rayleigh se fait à même longueur d'onde que la lumière incidente, alors que la diffusion Raman modifie la longueur d'onde de la lumière diffusée, habituellement vers des longueurs d'onde plus importantes. La diffusion Raman est le résultat d'un état électronique virtuel induit par la lumière d'excitation. À partir de cet état virtuel, les molécules peuvent relaxer vers un niveau vibrationnel autre que celui de l'état vibrationnel fondamental. Dans les spectres de fluorescence, on peut toujours observer une différence constante de nombre d'onde par rapport au nombre d'onde d'excitation, comme un pic qui apparaît à un nombre d'onde de 3 600 cm−1 plus bas que pour la lumière d'excitation dans l'eau.
D'autres aspects à considérer sont les effets internes du filtre, incluant la réabsorption. La réabsorption se produit lorsqu'une autre molécule ou une partie de macromolécule absorbe pour des longueurs d'onde auxquelles le fluorophore émet. Si c'est le cas, une partie des photons émis par le fluorophore peut être absorbée à nouveau. Un autre effet interne se produit en raison de hautes concentrations de molécules absorbantes, incluant le fluorophore. Il en résulte que l'intensité de la lumière d'excitation n'est pas constante au travers de la solution. Ainsi, seul un faible pourcentage de la lumière d'excitation atteint les fluorophores visibles pour le système de détection. Les effets internes au filtre modifient le spectre et l'intensité de la lumière émise et doivent ainsi être considérés lors de l'analyse du spectre d'émission de la lumière fluorescente,.

## Applications
La spectroscopie de fluorescence est une technique courante d'analyse en chimie organique et biochimie. Elle est également utilisée depuis quelques années dans le domaine du traitement de l'eau pour suivre le traitement des eaux potables et des eaux usées. En effet, la présence de matière organique portant des fluorophores permet d'obtenir des spectres 3D (Longueur d'onde d'excitation - Longueur d'onde d'émission - intensité de fluorescence) qui permet de caractériser la qualité d'une eau.

## Source
- (en) Cet article est partiellement ou en totalité issu de l’article de Wikipédia en anglais intitulé « Flurorescence spectroscopy » (voir la liste des auteurs).